# Бухоновский
Бухоновский — поселок в Щёкинском районе Тульской области в составе Огарёвского сельского поселения.

## География
Находится в центральной части Тульской области на расстоянии 10 км на юго-восток от города Щёкино, административного центра района.

## История
В конце 1930-х годов здесь был отмечен Рабочий посёлок с 9 дворами.

## Население
Постоянное население составляло 170 человек (русские 74 %) в 2002 году, 71 в 2010.